# Dehn SE + Co KG
Dehn SE + Co KG (сокращённо DEHN) — электротехническая компания со штаб-квартирой в Нюрнберге и филиалом в Ноймаркт-ин-дер-Оберпфальц. Разработка, производство, продажи и управление находятся в Ноймаркте. В январе 2014 года была открыта складская, логистическая и производственная площадка в Мюльхаузене (район Ноймаркт). Компания ведёт деятельность по всему миру.
Компания разрабатывает и производит продукцию в трёх областях: защита от перенапряжения; грозозащита и заземление; безопасность труда в промышленности, производстве и торговле. Также предлагаются комплексные защитные решения и услуги. Компания представлена в Германии 20 торговыми точками.